# Montagne de la Capesterre
Montagne de la Capesterre är ett berg i Guadeloupe (Frankrike). Det ligger i den södra delen av Guadeloupe, 12 km nordost om huvudstaden Basse-Terre. Toppen på Montagne de la Capesterre är 1 094 meter över havet, eller 81 meter över den omgivande terrängen. Bredden vid basen är 1,1 km. Montagne de la Capesterre ingår i Les Mamelles.
Terrängen runt Montagne de la Capesterre är kuperad åt nordost, men åt sydväst är den bergig. Runt Montagne de la Capesterre är det ganska tätbefolkat, med 192 invånare per kvadratkilometer. Närmaste större samhälle är Saint-Claude, 7,8 km sydväst om Montagne de la Capesterre. I omgivningarna runt Montagne de la Capesterre växer i huvudsak städsegrön lövskog.